# Assane Thiam
Assane Thiam (ur. 22 listopada 1948) – senegalski koszykarz, reprezentant kraju, olimpijczyk.
W 1972 roku wystąpił wraz z drużyną na igrzyskach olimpijskich w Monachium (były to jego jedyne igrzyska olimpijskie). Podczas tego turnieju wystąpił we wszystkich ośmiu meczach, w których zdobył łącznie 60 punktów (lub 62). Zanotował m.in. 14 zbiórek ofensywnych i 26 zbiórek defensywnych, popełnił też 24 faule. Był trzecim najlepiej punktującym senegalskim zawodnikiem.
Wraz z drużyną przegrał wszystkie siedem spotkań grupowych, tym samym zajmując ostatnie miejsce w grupie. W turnieju o miejsca 13–16 Senegalczycy przegrali minimalnie półfinałowy mecz z Japończykami (67–70). Mecz o przedostatnie miejsce się nie odbył, gdyż mająca w nim grać drużyna Egiptu wyjechała z Niemiec 5 i 6 września (po masakrze izraelskich sportowców), zaś mecze o ostatnie pozycje toczyły się właśnie po wyjeździe Egipcjan. Senegal zajął tym samym przedostatnie 15. miejsce.